# HD37279
HD37279 — хімічно пекулярна зоря спектрального класу A1, що має видиму зоряну величину в смузі V приблизно  7,4.
Вона  розташована на відстані близько 554,7 світлових років від Сонця.